# جاك ماركيت

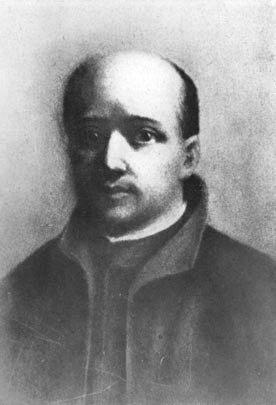
جاك ماركيت

جاك ماركيت (بالفرنسية: Jacques Marquette)هو مبشر يسوعي ومستكشف فرنسي (1 يونيو 1637 - 18 مايو 1675) وهو أول فرنسي يعبر نهر مسيسيبي عام 1673 وقاس أغلب طوله مع لويس جولييه.
ولد ماركيت في 1 يونيو 1637 في لاون في فرنسا وذهب إلى كيبك عام 1666 ودرس اللغات الهندية وأُرسل لبناء إرسالية في سول سان ماري ورافق الهنود وذهب إلى سان إغناس في ميشيغان حيث أسس إرسالية هناك عام 1671، وتركها في منتصف مايو 1673 مع لويس جولييه حيث تم تفويضهما من الكونت دو فرونتناك حاكم فرنسا الجديدة ليكتشفوا مصب نهر الميسيسبي حيث رحلوا غربا نحو غرين باي في ويسكنسن وذهبا نحو نهر فوكس إلى نهر ويسكنسن ودخلوا الميسيسبي في 17 يونيو ووصلوا حتى مصب نهر أركانساس فعرفوا أن الميسيسبي يصب في الأراضي الإسبانية المعادية وفي منتصف يوليو رجعوا عبر نهر إلينوي ووصلوا إلى غرين باي.
في عام 1674 رجع لهنود الإلنوا حيث أسس إرسالية ولكنه علق في الشتاء وخيّم هو واثنان من رفاقه في موقع شيكاغو الآن ما يجعلهم أول بيض يعيشون هناك ووصل إلى الهنود في الربيع ولكن المرض أجبره على التراجع حيث وصل للجانب الشرقي لبحيرة ميشيغان في طريقه إلى سان إغناس ثم مات في مصب نهر سمي نهر بير ماركيت أو الأب ماركيت وتوفي في 18 مايو عام 1675.

## حياته الباكرة
ولد ماركت في لاون، بفرنسا، وتلقّى تعليمه بمدارس يديرها قساوسة يسوعيون، وفي عام 1656م التحق بالنظام اليسوعي وقضى عشر سنوات في الدراسة بفرنسا، وفي عام 1666م أرسل منصِّرًا إلى فرنسا الجديدة، وهي مقاطعة فرنسية بشمالي أمريكا.
قضى ماركت عامين في فرنسا الجديدة يتعلم اللغات الهندية، وفي عام 1668م أنشأ إرسالية نصرانية بين هنود أوتاوا بمنطقة سول سانت ماري التي أصبحت حالياً أونتاريو بكندا. وفي عام 1669م ذهب ماركيت إلى الإرسالية النصرانية للقديس إسْبرت التي تقع على بحيرة سوبيريور، وعمل بين هنود هورن وأوتاوا. وفي عام 1671م انتقل معهم إلى الإرسالية النصرانية للقديس أجناس ببحيرة ميشيغان الشمالية.
كان الهنود يتكلمون كثيراً عن نهر كبير يسمى المسيسيبي، وهي كلمة تعني النهر الكبير في لغتهم، ولم يُعرف إلا القليل عن جغرافيا شمالي أمريكا في ذاك الوقت، وقد اعتقد ماركت وآخرون أن النهر قد يصب في المحيط الهادئ.

## الاكتشاف
كان اللواء الحاكم الكونت لويس دي فرونتيناك، حاكم فرنسا الجديدة، يعتقد أن نهر المسيسيبي قد يكون طريقاً سهلاً إلى الشرق الأدنى للتجارة. وفي عام 1673م أرسل لويس جولييه ليعرف مكان النهر ويقتفي مجراه، وقد تعلم ماركت بعضاً من اللغات الهندية، لذا اُختير ليرافق جولييه.
وفي شهر مايو 1673م، أبحر ماركت وجوليت وخمسة رجال آخرون من سانت أجناس في زورقين طويلين، وقاموا بالتجديف متجهين صوب جنوب بحيرة ميشيغان إلى نهر فوكس، متجهين إلى ما يسمى الآن بنهر وسكنسن. وعلى مصب نهر وسكنسن شاهدوا نهر المسيسيبي.
قام المكتشفون بالتجديف عبر المسيسيبي، وأدركوا أنه يجري جنوباً، ورأوا أنه من المحتمل أن يصب في خليج المكسيك بدلاً من المحيط الهادئ، وكانوا يقابلون العديد من الهنود الأصدقاء على طول الطريق، ولكن عندما وصلوا إلى مصب نهر أركنساس تقابلوا مع هنود أعداء، وأخبر أحد الهنود الأصدقاء ماركيت بأن البيض يعيشون في الجنوب البعيد على النهر، وقد أدرك المكتشفون أن هؤلاء البيض قد يكونون الإسبان الذين استقروا على طول خليج المكسيك. خشي ماركت وجوليت من أن يهاجمهما الهنود والإسبان، وقفلوا عائدين بالزوارق بحكم معرفتهم بمجرى النهر.
أبحرت البعثة في نهر المسيسيبي إلى نهر إيلينوي. ومن هناك إلى نهر كنتاكي، وسافروا برًّا منه إلى نهر شيكاغو، ثم إلى بحيرة ميشيغان، حيث استغرقت هذه الرحلة نحو خمسة أشهر.

## الرحلة الأخيرة
في عام 1674م بدأ ماركت رحلته من غرين باي في وسكنسن من أجل إنشاء إرسالية نصرانية بين هنود كاسكاسا في منطقة أوتاوا، بولاية إلينوي. وهناك مرض ماركت وقضى فصل الشتاء في كوخ على نهر شيكاغو، ووصل إلى غايته في ربيع 1675م، ولكن ساءت صحته، فبدأ رحلته إلى سانت إجناس؛ للحصول على المعونة الطبية، ولكنه مات في الطريق.